# Symbolique des couleurs dans l'Égypte antique

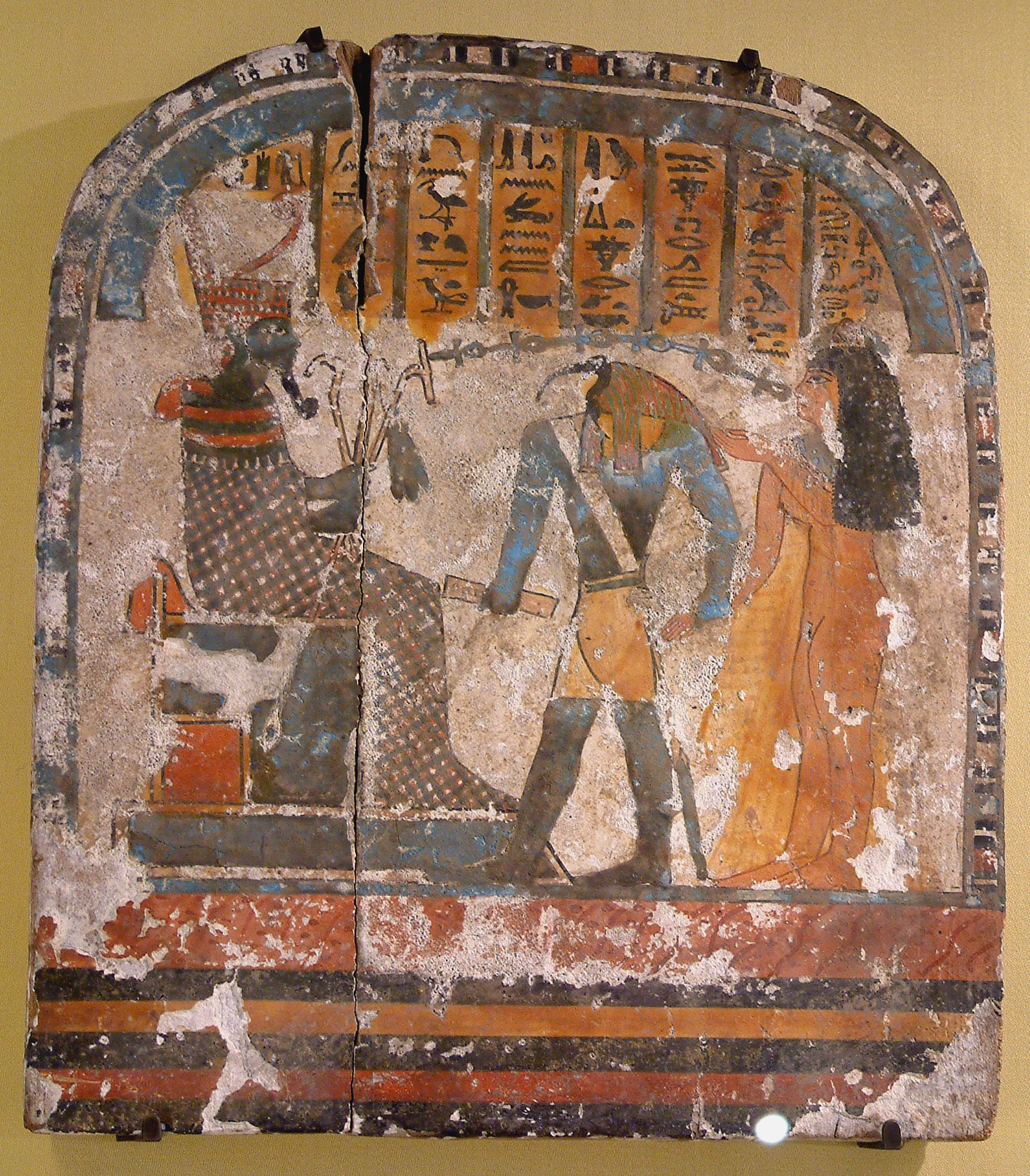
Nestarout menée par Thot vers le dieu Atoum, Stèle,, Musée du Louvre.

Principaux sites de l'Égypte antique.

Les Égyptiens de l'Antiquité donnaient aux couleurs principales une valeur symbolique issue de la perception qu'ils avaient des phénomènes naturels en corrélation avec ces couleurs : le jaune du soleil, le vert de la végétation, le noir de la terre fertile, le bleu du ciel ou encore le rouge du désert.
Pour la peinture religieuse, les prêtres n'autorisaient généralement qu'un nombre limité de couleurs : blanc, noir, les trois couleurs de base (rouge, jaune et bleu) ainsi que leurs combinaisons (vert, brun, rose et gris). La peinture se fait par aplat de couleur ; seule la période amarnienne dérogera à cette règle en proposant de subtils dégradés.

## Code des couleurs

### Blanc
| T3 | I10 · N5 |

| T3 | I10 · N5 |

La couleur blanche (hedj) est le symbole de la joie et du faste, mais aussi de la pureté rituelle requise pour le culte. Elle rappelle la couleur de l'aurore, la lumière qui triomphe de l'obscurité. Elle représente également l'or blanc dont la chair et les os des dieux sont faits. Le blanc est aussi la couleur de la couronne de Haute-Égypte, le hedjet, qui s'emboîte dans la couronne rouge de Basse-Égypte pour former le pschent. Le blanc est également la couleur des bandelettes qui entoure la momie et par extension, celle du deuil.
Le blanc pouvait être obtenu à partir de la cérusite naturelle ou du sulfate de calcium.

### Bleu
Le bleu (irtyu) pouvait être obtenu à partir de silicate de cuivre calcique.
Il pouvait aussi être un symbole de sexualité entre les êtres humains.

#### Bleu clair
Le bleu clair est le symbole de l'air et du ciel. C'est également la couleur du dieu Amon (jmn) qui était, entre autres, un dieu de l'atmosphère. Le dieu Min peut également être représenté en bleu dans son aspect de Min-Amon.

#### Bleu sombre (lapis-lazuli)
Le bleu sombre du lapis-lazuli est le symbole de la voûte céleste la nuit, et des abysses.

#### Bleu turquoise
Le bleu turquoise est le symbole de l'univers aquatique du Nil, d'où jaillit toute vie.

### Brun

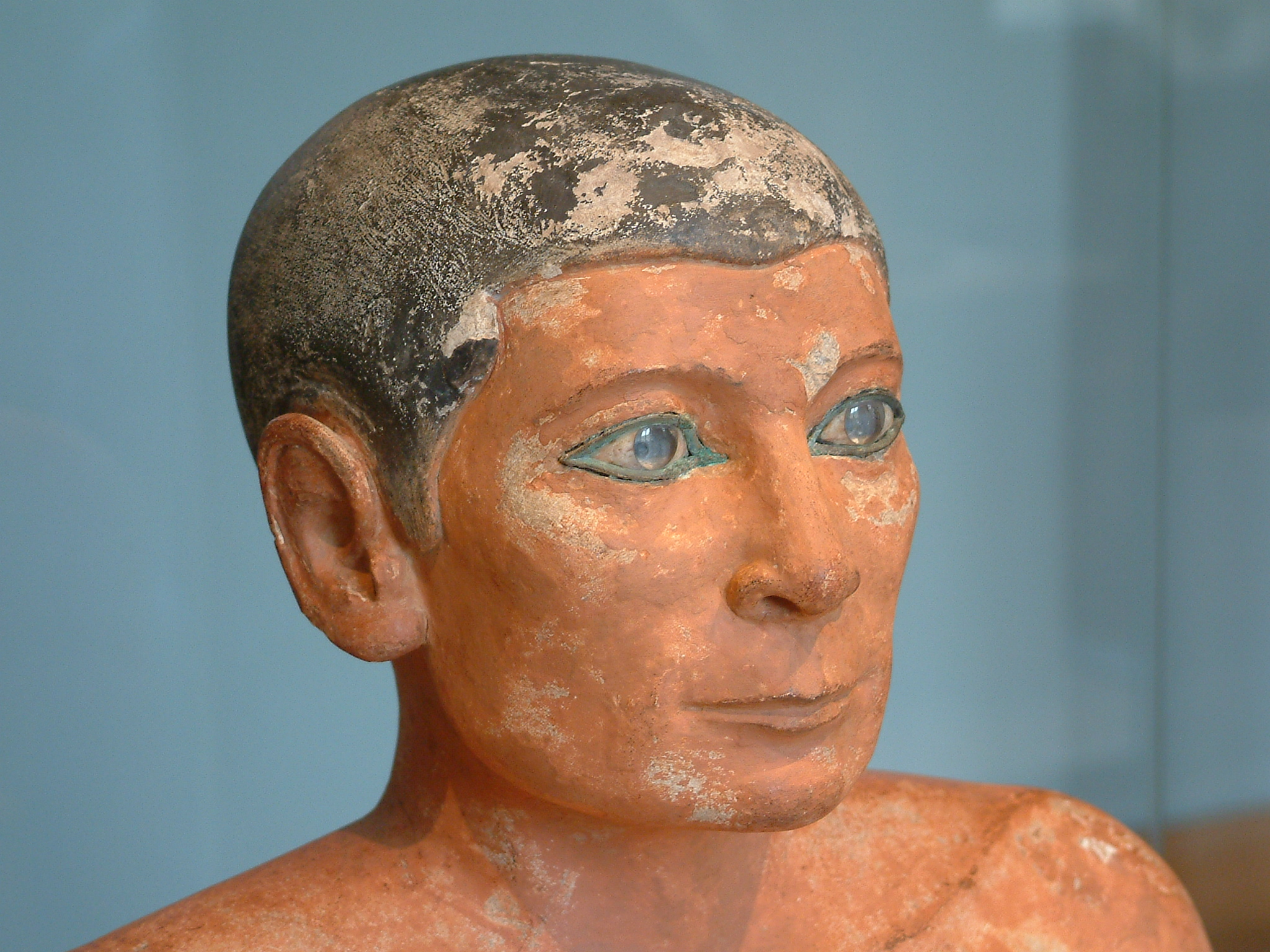
Le scribe du Louvre

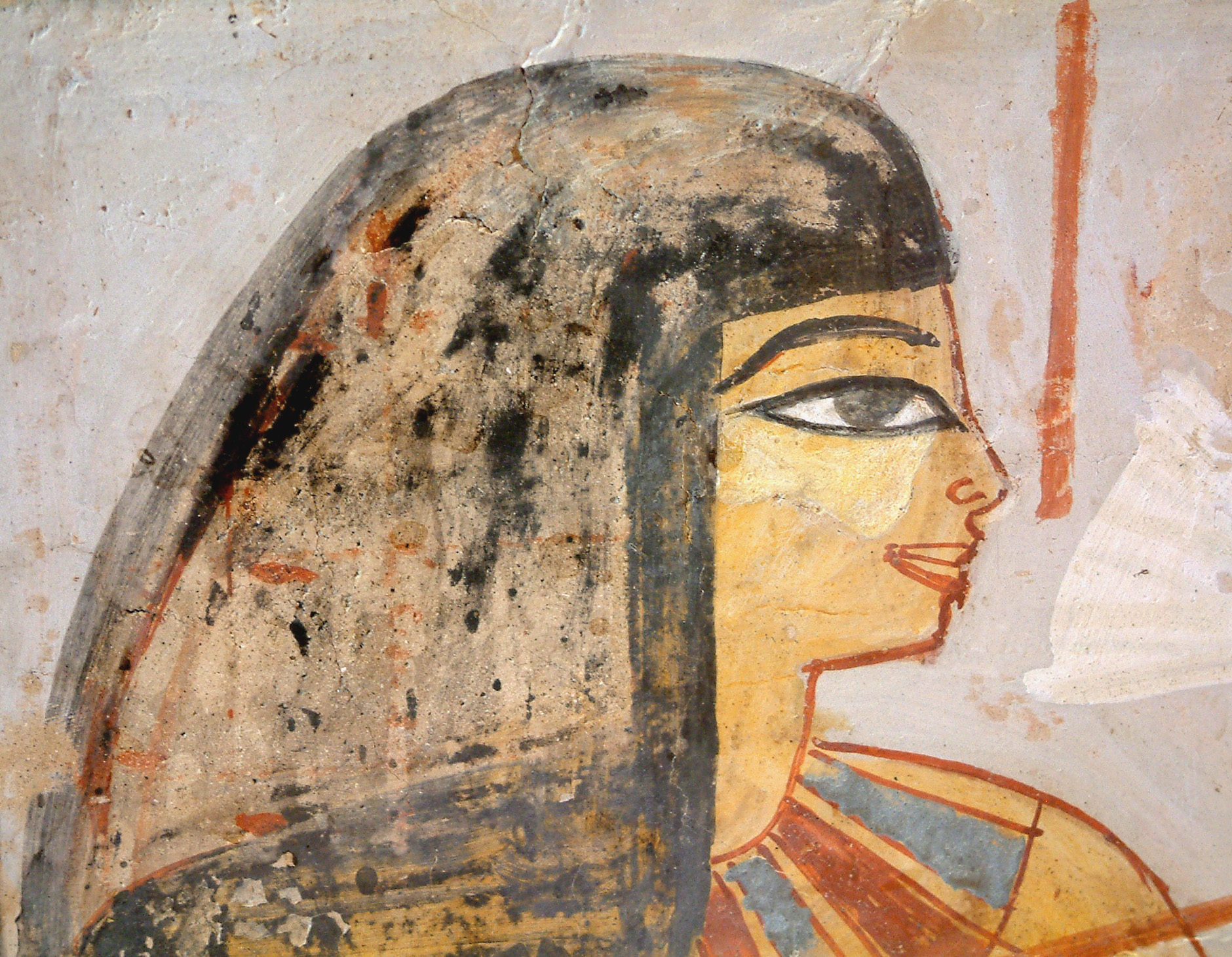
Visage de femme

Le brun est la couleur de la peau des Égyptiens et des Égéens, les Nubiens et les Soudanais étant noirs. On distingue régulièrement l'homme de la femme en rendant la peau de l'homme plutôt en brun-rouge, et celle de la femme en ocre pâle.

### Jaune
La couleur jaune (khenet) est le symbole de l'or, du soleil à son zénith et de l'immortalité. C'est la couleur des dieux, dont le corps est en or jaune (ou en or blanc). Le fond des décors est parfois peint en jaune pour symboliser un rouleau de papyrus géant, réceptacle des incantations sacrées qui y seront peintes.
Le jaune pouvait être obtenu à partir d'oxyde de fer que l'on trouve sous forme de pierre dans les montagnes.

### Noir
Contrairement à la symbolique chrétienne, le noir (kem) n'avait pas de connotation négative dans la pensée des anciens Égyptiens. Si elle est bien la couleur de la nuit et du royaume des morts, elle est avant tout le symbole de la renaissance et de la fertilité. Le noir, couleur du limon fertile apporté par la crue annuelle du Nil, est en effet fortement lié à la symbolique de la renaissance. Le limon déposé sur les berges permettait aux cultures égyptiennes de « renaître » après une saison de sécheresse où les plantes semblaient « mourir ». Ce limon, vital pour un peuple d'agriculteurs, donnera le nom ancien de l'Égypte, kmt (kemet), « la (terre) noire ». La couleur noire est aussi utilisée pour représenter la couleur de peau des Nubiens et des Soudanais.
Les divinités liées aux mythes de la mort et de la renaissance, comme Osiris ou Anubis, sont souvent représentés avec la peau noire. De même, celles liées aux mythes de la fertilité, comme Osiris ou Ptah, sont représentés soit avec la peau noire, soit verte (autre couleur symbole de fertilité). Le noir est également la couleur de la robe des taureaux sacrés Apis et Mnévis.
La couleur noire pouvait être obtenue à partir de la galène (pour le maquillage) ou de charbon de bois (pour la peinture). À partir de la IVe dynastie, le noir remplaça le vert pour les fards appliqués autour des yeux. Il est probable qu'il représente la couleur entourant naturellement les yeux du faucon, animal sacré du dieu Horus dont l'œil avait une forte connotation bénéfique.

#### Gris
Le dieu Oupouaout est représenté en gris, mais il est difficile de déterminer si cette couleur a un sens symbolique différent du noir ou s'il ne s'agit que d'une « astuce » d'artiste pour le différencier du dieu Anubis à l'apparence très similaire.

### Rouge
La couleur rouge (desret) est le symbole de la violence, du désert, du feu, du sang et de la mort, mais aussi de la victoire. C'est notamment la couleur du dieu Seth, le destructeur, dont on disait qu'il avait les cheveux roux. La couronne de Basse-Égypte, le desheret, est de couleur rouge (bien que le nord, notamment le delta du Nil, soit très riche en végétation).
Le rouge, comme le jaune, pouvait être obtenu à partir d'oxyde de fer.

### Vert
La couleur verte (ouadj) s'écrit avec le hiéroglyphe représentant un papyrus. Elle symbolise évidemment la végétation, mais également la jeunesse, la bonne santé et la régénération. Elle partage ainsi une partie de la symbolique de la couleur noire, et c'est pourquoi certains dieux, comme Osiris par exemple, sont représentés tantôt en noir, tantôt en vert. Parmi les divinités parfois représentées en vert, notons également le dieu Ptah et la déesse Maât.
Le vert pouvait être obtenu à partir de la malachite ou d'un mélange de bleu et de jaune.